# Франко-контийский язык
Фра́нко-конти́йский язы́к — ойльский язык-диалект, исторически употреблявшийся во французском регионе Бургундия — Франш-Конте.

## Распространение
Франко-контийские говоры использовались, и, частично, продолжают использоваться на территории современных Бургундия — Франш-Конте и соседнего с ним швейцарского кантона Юра (где франко-контийский язык испытал сильное влияние арпитанского языка и германских диалектов).

## Письменность
Единого алфавита для франко-контийского языка пока не создано, существует несколько традиционных вариантов написания, в том числе с использованием традиционных графем «çh» и «ïn». Разные авторы и просто люди, выражающие письменно свои мысли на франко-контийском, пользуются разными системами правописания, в зависимости от личных предпочтений и особенностей родного говора.

## Пример языка
- Франко-контийский

Lèe çhioûe toûedge lai f’nétre d’vaïnt loù dénaie
- Французский

Elle ferme toujours la fenêtre avant de dîner/souper
- Русский

Она всегда закрывает окно, перед тем как (сесть) ужинать.